# 曝光计

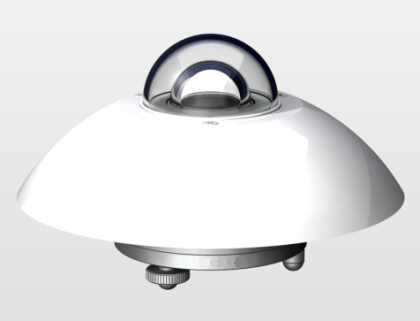
全天日射計清楚地向工具展示主要的构件：玻璃圆屋顶，金属身体，黑色传感器，辐射屏幕，水平和缆线。度：圆屋顶的直徑是 40 毫米。相片显示模型 SR11。

曝光計是一種用來量度熱輻射功率的儀器。一般用於氣象學，用來量度源自太陽的輻射，又或充當太陽熱力計來使用。
一般來說，曝光計會利用物理或化學的方法來量度輻射量，但方法都是計算在每單位時間內，儀器所能夠收集的光子數量。這個儀器可以用來量度紫外光及可見光，視乎測量物料而定。例如：草酸鐵溶液（例如：草酸鐵鉀）就可以用於化學式的曝光計。至於物理式的，一般用採用輻射熱測量計、電熱堆（thermopile）及光電二極管，並透過對讀數與光子數量的調較，從而計算出熱輻射功率。
一般的典型曝光計不需要操纵，可自動進行監測。量度單位是「瓦特每平方米」（W/m2）。

## 譯名問題
「Actinometer」在華語地區有很多譯名，目前未有統一的譯法。以下為比較常見的譯名：
- 全天日射計
- 熱電日射表
- 光化線強度計
- 太陽輻射計
- 太陽輻射儀
- 日光輻射率計
- 日光能量測定器
- 日輻射計
- 日照计
- 露光计

## 化學式的曝光計
化學式的曝光計通過化學反應的效率來量度輻射通量。這需要使用一種已知其量子效率（quantum yield，又譯量子產量）的化學物，而且要很容易分析其化學反應的產物。